# Anton Nejedlik
Anton Nejedlík (15. ledna 1883 Láz – 3. ledna 1967 Vídeň) byl český sportovec, vzpěrač.

## Život
Anton Nejedlík se narodil dne 15. ledna 1883 jako nejmladší z 6 dětí v selské rodině v obci Láz u Moravských Budějovic. Zatímco jeho bratr Jan Nejedlík zůstal na rodinném hospodářství, Anton Nejedlík a jeho bratr Franz Nejedlík odešli v mládí za prací do Vídně, kde strávili zbytek života. Anton Nejedlík se ve Vídni živil jako řezník a obchodník s divočinou a drůbeží.
Anton Nejedlík se věnoval sportu a na mistrovství světa ve vzpírání, které se konalo ve dnech 8. a 9. prosince 1908 ve Vídni reprezentoval Rakousko-Uhersko. Ve střední váze se umístil jako druhý za Johannem Eibelem, který také reprezentoval Rakousko-Uhersko. Anton Nejedlík byl prvním Čechem, který získal na mistrovství světa medaili ve vzpírání.